# Pierre Gibert
Pierre Gibert (Aix-en-Provence, 24 ottobre 1936 – Parigi, 22 giugno 2024) è stato un presbitero francese della Compagnia di Gesù. Dottore in teologia e letteratura comparata, dal 1991 al 1997 fu preside della Facoltà teologica di Lione e, dal 1998 al 2008, fu il direttore editoriale della rivista Recherches de science religieuse.

## Biografia
Dopo aver prestato il servizio militare in Algeria, nel 1959 Pierre Gibert entrò a far parte dei Gesuiti e studiò esegesi con Paul Beauchamp e poi con Norbert Lohfink. Durante questo periodo, fece anche conoscenza di Michel de Certeau, che lo introdusse a Jacques Le Goff. Sotto la supervisione di quest'ultimo, nel 1974 discusse la sua prima tesi riguardandante il teologo tedesco Hermann Gunkel. La sua seconda tesi fu inerente il ciclo di Gedeone nel Libro dei Giudici.
Iniziò quindi a insegnare esegesi biblica all'Institut catholique de Paris e poi, dal 1980, come professore di Esegesi dell'Antico Testamento alla Facoltà teologica di Lione (di cui fu preside dal 1991 al 1997). Fu anche docente presso il Centre Sèvres. Dal 1998 al 2008 diresse la rivista Recherches de science religieuse.
Appassionato di Bibbia, fu autore di diverse opere. La sua Petite histoire de l'exégèse biblique,, pubblicata nel 1992, divenne un classico nel campo dell'esegesi.
Morì a Parigi il 22 giugno 2024 all'età di 87 anni.

## Pubblicazioni
- La Résurrection du Christ, Desclée de Brouwer
- Les premiers chrétiens découvrent Pierre, Desclée de Brouwer
- Tocqueville: égalité sociale et liberté politique, (préface de René Rémond). Aubier-Montaigne
- Une théorie de la légende, H. Gunkel () et les légendes de la Bible (préface de Marc Soriano), Flammarion
- Ténèbres rouges, Saint-Germain-des-Prés
- La Bible à la naissance de l'Histoire, Fayard
- Vers une intelligence nouvelle du Pentateuque, 1992
- L'Invention de l'exégèse moderne: les « Livres de Moïse » de 1650 à 1750, Le Cerf, 2003
- Petite histoire de l'exégèse biblique: de la lecture allégorique à l'exégèse critique, Le Cerf, 1992 (recensione: OCLC 732446858)
- Vérité historique et Esprit historien: l'historien biblique de Gédéon face à Hérodote, Le Cerf, 1990
- L'Expérience chrétienne du temps (avec Henri Bourgeois et Maurice Jourjon), Le Cerf, 1987
- Les Livres de Samuel et des Rois: de la légende à l'histoire, Le Cerf, coll. « Cahiers Évangile », 1983
- Jean Astruc, Conjectures sur la Genèse, introduction et notes de Pierre Gibert, Paris, Noêsis, 1999
- La Bible : Le Livre, les livres, coll. « Découvertes Gallimard / Religions » (n. 392), Paris : Éditions Gallimard, 2000 ISBN 978-2-07-053430-2, (tradotto in portoghese, polacco, rumeno, giapponese e coreano)
- L'invention critique de la Bible: XVe – XVIIIe siécle, Gallimard, 2010
- Comment la Bible fut écrite: introduction à l'Ancien et au Nouveau Testament, Bayard Centurion, 2011
- Quand les peintres lisaient la Bible, Bayard culture, 2015 ISBN  2-227-48847-6
- Bible, Mythes et Récits de commencement , Seuil, 1986
- Ce que dit la Bible sur... La vérité, Nouvelle Cité, Paris, 2016 ISBN 2-8531-3784-8

### Con altri autori
- La Théologie en questions, Le Cerf, coll. « Sciences humaines et religions », 2007
- Quelle maison pour Dieu ?, Le Cerf, coll. « Lectio Divina », 2003
- « Ouvrir les Écritures »: mélanges offerts à Paul Beauchamp à l'occasion de ses soixante-dix ans, Le Cerf, coll. « Lectio Divina », 1995
- La Liberté du théologien: mélanges offerts à Christian Duquoc par la Faculté de Théologie de Lyon, Le Cerf, coll. « Cogitatio Fidei »,  1995
- Ce Dieu qui vient, Le Cerf, coll. « Lectio Divina », 1995
- Naissance de la méthode critique: colloque du centenaire de l'École biblique et archéologique française de Jérusalem, Le Cerf, coll. « Patrimoines - Christianisme », 1992
- Michel de Certeau ou La différence chrétienne, Le Cerf, coll. « Cogitatio Fidei », 1991
- Éthique et courants spirituels, Le Cerf, coll. « Revue d'éthique et de théologie morale », 1988
- La Création dans l'Orient ancien, Le Cerf, coll. « Lectio Divina », 1987
- Savoirs en rire, tome 2 (coordonné par Hugues Lethierry), De Boeck, Louvain, 1997